# آنتون پیشلر
آنتون پیشلر (آلمانی: Anton Pichler؛ زادهٔ ۴ اکتبر ۱۹۵۵) بازیکن فوتبال اهل اتریش بود.
از باشگاه‌هایی که در آن بازی کرده‌است می‌توان به باشگاه فوتبال اشتورم گراتس، باشگاه فوتبال دی اس وی لئوبن، و باشگاه فوتبال سنت پولتن اشاره کرد.
وی همچنین در تیم ملی فوتبال اتریش بازی کرده‌است.